# Берг Костянтин Федорович
Берг Костянтин Федорович (справжнє прізвище Келлер) — (1824 — 1881) — російський актор. Працював у російських провінційних трупах, зокрема в Україні (Харків (1860), Одеса (1861)). З 1873 — у малому театрі в Москві.
У виставі цього театру «Вночі проти різдва» (за «Назаром Стодолою» Тараса Шевченка) 22 лютого 1877 грав роль Хоми Кичатого.